# Stara skopska čaršija
Stara skopska čaršija (mak.: Stara čaršija, tur. Çarşı, alb. Çarshia e Vjetër) je najveća čaršija na Balkanu izvan Istanbula i nalazi se u Skoplju, Sjeverna Makedonija.

## Povijest stare skopske čaršije
Stara skopska čaršija bila je trgovačko središte još od 12. stoljeća. Postoje i izvori, da su trgovci iz Dubrovnika i Venecije počeli gradnju. Do prve polovice 20. stoljeća, stara skopska čaršija bila je sastavni dio tzv. starog grada u Skoplju, kompaktna cjelina i po površini znatno veća nego danas kada je mnogo manja i sastoji se od više razdvojenih cjelina. Danas se njen najveći dio nalazi između Dušanovog mosta, Bit-pazara i skopske tvrđave Kale.